# Шумейко, Пётр Иванович
Пётр Ива́нович Шуме́йко (21 января 1912, Острогожск — 21 апреля 1999) — командир 363-го стрелкового полка (114-я стрелковая дивизия, 7-я армия, Карельский фронт). Гвардии полковник. Герой Советского Союза (21.07.1944).

## Биография
Родился 21 января 1912 года в городе Острогожск в крестьянской семье. Окончил областную советско-партийную школу в Курске, был секретарём райкома комсомола. В 1932 году добровольно вступил в Красную Армию. В 1936 году окончил Севастопольское военно-морское артиллерийское училище береговой обороны.

### Великая Отечественная война
На фронте — с первых дней войны.
Командир 363-го стрелкового полка майор Шумейко особо отличился в июне 1944 года в ходе Свирско-Петрозаводской наступательной операции советских войск. Батальон, которым руководил майор Шумейко, 21 июня в сложных боевых условиях раньше установленного срока форсировал реку Свирь, подавив ДЗОТ со станковым пулемётом и миномётной батареей, обеспечил возможность с наименьшими потерями форсировать реку 536-й и 763-й стрелковым полкам, расширить плацдарм на правом берегу для дальнейшего наступления. В ходе этой операции батальон уничтожил до роты финских солдат и офицеров, захватил пленных и трофеи. Продвигаясь с боями, полк под командованием Шумейко сохранил боевую способность и 25 июня, несмотря на сильное сопротивление противника, на подручных средствах и вброд форсировал реку Олонка; расширяя плацдарм на её правом берегу, обеспечил форсирование реки остальными частями дивизии, чем создал возможность успешного наступления дивизии.
Указом Президиума Верховного Совета СССР от 21 июля 1944 года за умелое и мужественное руководство боевыми операциями и за достигнутые в результате этих операций успехи в боях с немецко-фашистскими захватчиками майору Шумейко Петру Ивановичу присвоено звание Героя Советского Союза с вручением ордена Ленина и медали «Золотая Звезда».

#### Послевоенное время
После войны подполковник Шумейко продолжил службу в армии. Был участником исторического Парада Победы 24 июня 1945 года на Красной площади. В 1957 году заочно окончил Военно-политическую академию. С 1961 года полковник Шумейко — в запасе. Жил и работал в Воронеже.
Умер 21 апреля 1999 года. Похоронен на Шиловском кладбище в Воронеже.

## Награды
- Медаль «Золотая Звезда» (21.07.1944)[2];
- орден Ленина (21.07.1944);
- два ордена Красного Знамени (03.11.1943[3]; ?);
- орден Кутузова 3-й степени (1944)[4];
- орден Отечественной войны 1-й степени (11.03.1985)[5];
- орден Красной Звезды;
- медали.

## Память

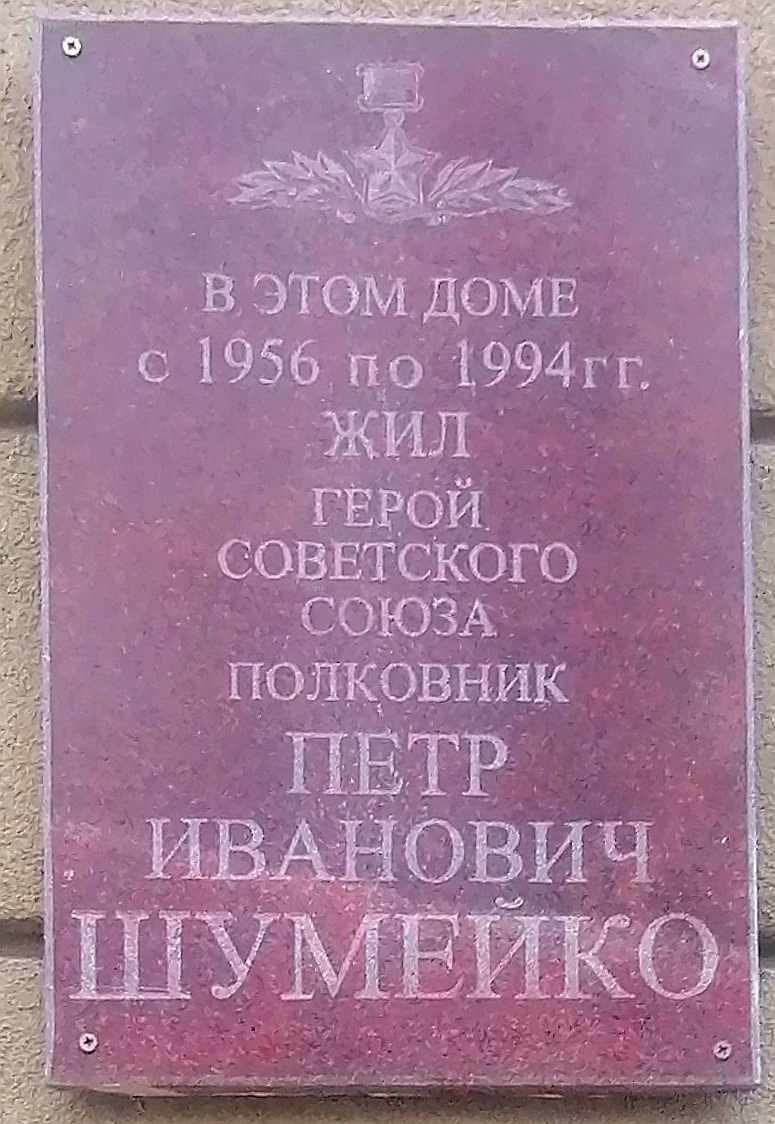

Мемориальная доска в Воронеже, улица Феоктистова, д. 6.